# レッド・ホット・ラブ
『レッド・ホット・ラブ』は宝塚歌劇団によって制作された舞台作品。月組公演。正式名はショー『レッド・ホット・ラブ』。宝塚は20場。作・演出は村上信夫。併演作品は『天使の微笑・悪魔の涙』。

## 公演期間と公演場所
- 1989年11月10日 - 12月19日　宝塚大劇場[1]
- （東京宝塚劇場公演はない）
- 1990年4月14日 - 4月29日　地方公演[2]（4月14日・瀬戸、15日・大津、17日・武蔵野、18日・相模原、20日・藤沢、21日・立川、22日・市川、23日・足利、25日・静岡、26日・豊橋、28日・岡山、29日・広島）
- 1990年5月1日 - 5月6日　福岡市民会館[2]
- 1990年10月13日 - 11月4日　地方公演[2]（10月13日・江南、14日・安城、16日・町田、17日・調布、19日・渋川、20日・伊勢崎、21日・熊谷、22日・宇都宮、24日・宇部、25日・下関、27日・福岡、29日・佐賀、11月1-2日・宮崎、3日・人吉、4日・鹿児島）

## 解説（宝塚）
※宝塚100年史（舞台編）の宝塚大劇場公演参考。
"レッド・ホット"は、英語で「激しい」や「熱烈な」という意味で、そんな恋というようなイメージのタイトル。アメリカ的でポップな明るさに溢れた、エキサイティングなショー作品。

## スタッフ（宝塚）
※宝塚歌劇80年史を参考にした。
- 作曲・編曲：吉崎憲治・高橋城・西村耕次・上田聖子
- 編曲：橋本和明
- 音楽指揮：岡田良機
- 振付：羽山紀代美・家城比呂志・謝珠栄・チャチャ遠藤
- 衣装：任田幾英
- 照明：勝柴次朗
- 小道具：万波一重
- 効果：中居民生
- 音響監督：松永浩志
- 振付助手：立ともみ
- 演出助手：中村暁・中村一徳
- 舞台進行：豊田登
- 制作：飯島健

## 主な配役

### 宝塚
※宝塚歌劇80年史を参考にした。
- プリンス、マジシャン、青年、紳士、歌手 - 剣幸
- シンガー、マジック・ガール、淑女、ファイヤー - こだま愛
- 紳士、美女、ミュージシャン、ファイヤー - 涼風真世
- マジック・ブラザーズ - 朝みち子・汝鳥伶
- マジック・シスターズ - 京三紗・邦なつき
- ドクター・マジック - 未沙のえる
- ダンディ・ガイA - 愛川麻貴
- 娘、ファイヤー - 朝凪鈴
- 紳士、ダンディ・ガイA - 八汐祐季
- 紳士、ファイヤー - 久世星佳
- プリンセス、レディ - 羽根知里
- 娘、ポップガール、ファイヤー - 紫とも
- ダンディ・ガイA - 大海ひろ
- キューピッド - 朝吹南・麻乃佳世
- ゴッド - 立ともみ